# Kant légibázis
A Kant légibázis (orosz nyelven: Авиабаза Кант Aviabaza Kant) (ICAO: UAFW) Kirgizisztán egyik katonai repülőtere, amely Kant közelében található. Üzemeltetője a(z) Orosz Légierő.

## Története
1941-ben a szovjet légierő bázist és pilótaképző iskolát hozott létre Kant város közelében, egy Odesszából evakuált iskola alapján.
A második világháború alatt a bázison 1507 szovjet katonai pilótát képeztek ki. Az iskola 1956-tól külföldi pilótákat is képzett. Végzettjei között volt Hoszni Mubarak egyiptomi volt elnök és Háfez al-Aszad néhai szíriai elnök, valamint Dilbagh Singh indiai légi marsall és Shakib Khobani dél-jemeni dandárpilóta.
1992-ben, a Szovjetunió felbomlását követően a légibázis irányítása Kirgizisztánhoz került.

## A mai orosz bázis

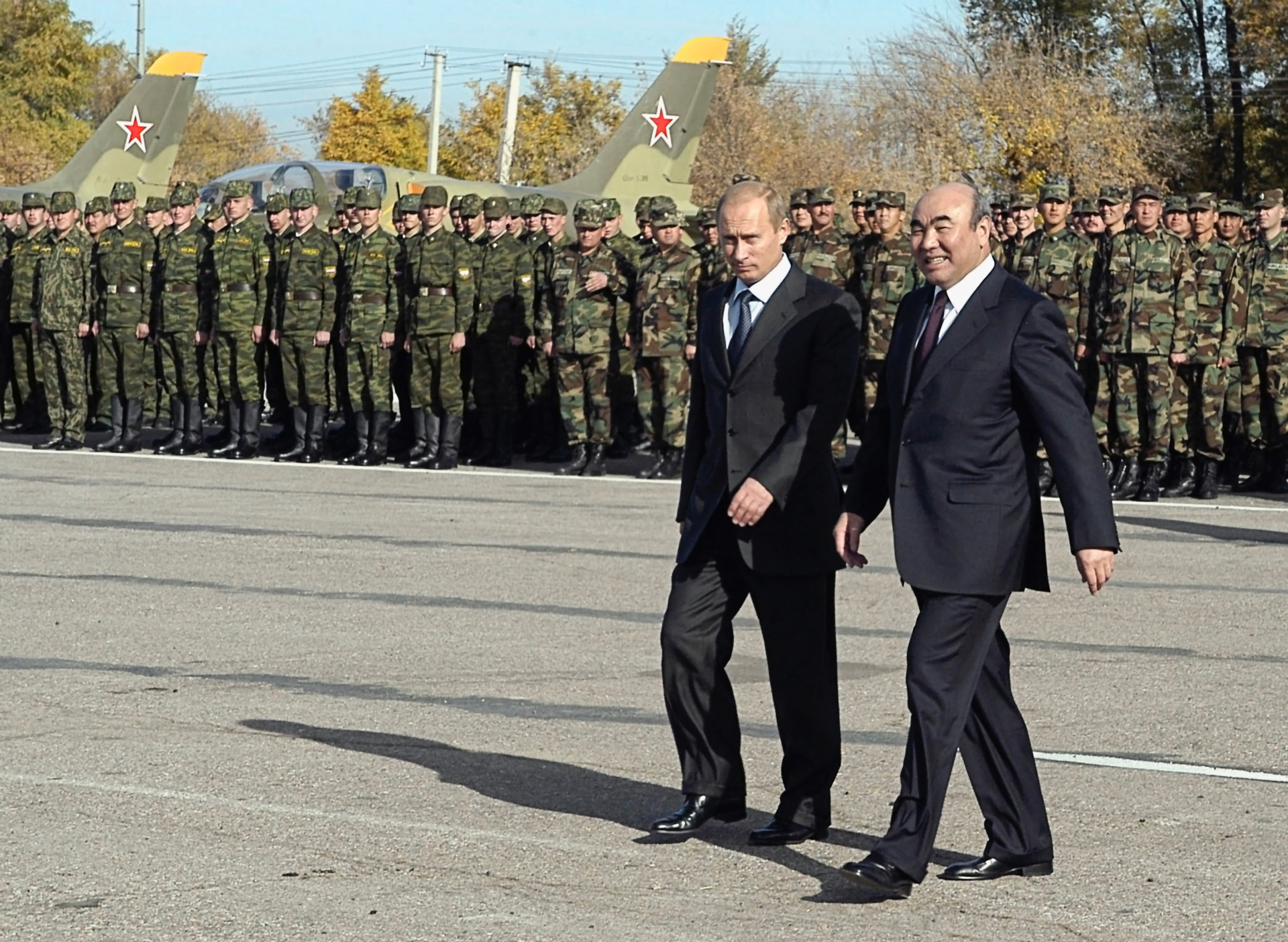
Vlagyimir Putyin orosz elnök és Aszkar Akajev volt elnök a Kant légibázison

Az Oroszország és Kirgizisztán között 2003. szeptember 22-én aláírt kétoldalú megállapodás értelmében a légibázis az Orosz Légierő egységeinek ad otthont. 2003. október 23-án került sor a hivatalos megnyitóra, így a létesítmény 1991 óta az első új légibázis, amelyet Oroszország külföldön nyitott. Az ott állomásozó egységet az Orosz Légierő 5. légi és a Légvédelmi Erők Hadseregének 999. légi bázisaként jellemezték.
2012 decemberében Kirgizisztán beleegyezett, hogy tizenöt évre bérbe adja a bázist Oroszországnak (további öt évvel történő automatikus meghosszabbítási lehetőséggel), miután az orosz kormány beleegyezett, hogy 500 millió amerikai dollárral csökkenti a kirgiz adósságot..

## Futópályák
A repülőtér futópályái:
- 11/29 (2700 m, beton)